# Ynysddu
Ynysddu è un centro abitato del Galles, situato nel distretto di contea di Caerphilly.